# 아시 손 엘라스
《아시 손 엘라스》(스페인어: Así son ellas)은 2002년 방영된 멕시코의 텔레노벨라이다.